# Warrenton (Virginia)
Warrenton è una città degli Stati Uniti d'America della contea di Fauquier, nello Stato della Virginia.